# 伊藤愛里
伊藤 愛里（いとう あいり、1989年7月5日 - ）は、愛媛県松山市出身の元陸上競技選手。専門はハードル競走の100mハードルで、13秒27の自己ベストを持つ西日本学生記録保持者。2011年アジア選手権の日本代表。住友電工所属。

## 経歴

### 小学生時代まで
愛媛県松山市出身。血液型はB型。
バスケットボールやドッジボールなどといった球技を経験。小学生時代から足は速く、バスケの試合でもドリブルをすれば周りは追いつけず、運動会のリレーでも最下位から他の走者をごぼう抜きしたことがあったという（母親談）。習い事では水泳、ソロバン、習字、日本舞踊なども経験。

### 中学・高校生時代
松山市立西中学校に進学当初はテニスウェアが可愛いという理由からテニス部へ入部しようと考えていたが、部活動見学で陸上部へ行った際に先輩から飴を貰い、それがきっかけとなり陸上部へ入部。入部してしばらくは100m・1500m・走幅跳などに取り組んだが、ハードルを綺麗に跳ぶ他校の先輩の姿を見たのをきっかけに、1年の秋から100mハードルに取り組み始めた。なお、初めて走った100mジュニアハードルは17秒17だった。3年時には四国大会への出場を決めたが、当時の実力は本人曰く「予選落ち」だった。しかし、グラウンドが家の近所という済美高校の練習に参加させてもらうと、成果があったのか四国大会では6位に入った。中学時代は全国大会を経験したことがなく、これが最高成績となった。
高校は家に近いということもあり、練習にも参加した済美高校に進学した。中学校は陸上に力を入れているところではなかったため、高校に入って陸上の基礎を学ぶと、1年時からインターハイ・国民体育大会といった全国大会を経験。2年時にはインターハイで4位入賞を果たしたが、その年の冬から数々の故障に苦しみ、3年時のインターハイは腰痛の影響もあって準決勝で敗退。日本ジュニア選手権では5位に入るも、2年時の自己ベスト（14秒13）を更新することはできなかった。

### 大学生時代
大学は地元の愛媛を離れて大阪の関西大学に進学した。当初は大学の職員を志望していたため、陸上より学業を優先することもあった。また、高校時代に引き続き腰痛にも悩まされ、1年時は思うような結果を残せなかった。
2009年、高校時代の自己ベスト14秒13を3年ぶり更新して13秒台に突入し、インカレのタイトル（関西インカレ）も獲得した。
2010年、5月の関西インカレでは関西学生記録を15年ぶりに更新する13秒57（+1.0）で2連覇を達成。9月の日本インカレでは自身の持つ関西学生記録を13秒50（+1.8）に更新したが、日本歴代9位（当時）の13秒28で優勝した木村文子に敗れ、初の全国タイトルを逃した。
2011年、4月の織田記念国際予選で13秒30（+1.7）の西日本学生新記録・関西学生新記録（ともに当時）を樹立すると、決勝でも13秒33（+0.1）と2ラウンド連続の13秒3台で2位に入った。勢いは止まらず、5月の関西インカレでは日本歴代10位・日本学生歴代2位（ともに当時）・西日本学生新記録・関西学生新記録の13秒27（+0.4）をマークし、13秒26の日本学生記録（当時）に迫るタイムで大会3連覇を達成した。なお、この時のフィニッシュタイマーは13秒25と点灯したが、正式タイムは13秒27に修正された。6月の日本選手権で初の表彰台（2位）に上ると、7月のアジア選手権では初めて日の丸を背負い8位、8月のユニバーシアードでは初めて世界大会を経験し準決勝まで進出した。9月の日本インカレでは初優勝を成し遂げるとともに、初の全国タイトルを獲得した。

### 社会人時代
大学で就職活動を始めた頃は「陸上は大学で終わりかな」と思っていたが、卒業後は住友電工に入社。
2012年、9月の全日本実業団選手権では木村文子を抑えて優勝し、社会人になって最初の全国タイトルを獲得。以降、2014年まで大会3連覇を達成した。
2013年、6月の日本選手権では13秒27（-0.6）の自己ベストタイをマークするも、モスクワ世界選手権の参加B標準記録（13秒10）を破った紫村仁美（13秒02）と木村文子（13秒03）に次ぐ3位に終わった。10月の東アジア大会では途中棄権に終わったが、1928年に創部された住友電工陸上部の歴史において日の丸をつけて国際大会に出場した史上初の選手となった。
2014年、6月の日本選手権では木村文子に及ばなかったものの、2011年大会に並ぶ過去最高の2位に入った。10月の国民体育大会では紫村仁美に0秒02差で競り勝ち初優勝を成し遂げた。
2015年、9月の全日本実業団選手権は紫村仁美に0秒01差で敗れ4連覇は逃したが、10月の国民体育大会は自己ベスト（13秒27）に迫る13秒34（+2.0）で2連覇を達成した。大会後は腰に違和感を覚えながらも、2年後の地元愛媛で開催される国民体育大会まで現役を続けることを決意した。
2017年、地元愛媛県で開催された10月の国民体育大会では、開会式で女子選手を代表し選手宣誓の大役を務めた。腰に複数の骨折を抱えるなど、万全の状態ではない中で出場した100mハードルは予選で敗退し、レース後に現役引退を表明した。

## 自己ベスト
- 記録欄の（　）内の数字は風速（m/s）で、+は追い風、-は向かい風を意味する。

| 種目         | 記録          | 年月日        | 場所   | 備考                                        |
| 屋外         | 屋外          | 屋外          | 屋外   | 屋外                                        |
| ------------ | ------------- | ------------- | ------ | ------------------------------------------- |
| 100m         | 12秒39 (+1.0) | 2012年6月24日 | 鳥取市 |                                             |
| 200m         | 24秒92 (0.0)  | 2011年4月5日  | 大阪市 |                                             |
| 100mハードル | 13秒27 (+0.4) | 2011年5月12日 | 大阪市 | 日本学生歴代4位 西日本学生記録 関西学生記録 |
| 100mハードル | 13秒27 (-0.6) | 2013年6月8日  | 調布市 |                                             |
| 400mハードル | 59秒76        | 2013年5月18日 | 尼崎市 |                                             |

## 主要大会成績
- 備考欄の記録は当時のもの

### 国際大会
| 年         | 大会                  | 場所 | 種目  | 結果   | 記録          | 備考 |
| ---------- | --------------------- | ---- | ----- | ------ | ------------- | ---- |
| 2011 (大4) | アジア選手権          | 神戸 | 100mH | 8位    | 13秒55 (-0.9) |      |
| 2011 (大4) | ユニバーシアード (en) | 深圳 | 100mH | 準決勝 | 13秒56 (-0.4) |      |
| 2013 (社2) | 東アジア大会 (en)     | 天津 | 100mH | 決勝   | DNF           |      |

### 日本選手権
- 4x100mRは日本選手権リレーの成績

| 年         | 大会    | 場所     | 種目    | 結果 | 記録          | 備考           |
| ---------- | ------- | -------- | ------- | ---- | ------------- | -------------- |
| 2009 (大2) | 第93回  | 広島市   | 100mH   | 予選 | 14秒13 (-0.1) |                |
| 2010 (大3) | 第94回  | 丸亀市   | 100mH   | 7位  | 13秒99 (-2.0) |                |
| 2011 (大4) | 第95回  | 熊谷市   | 100mH   | 2位  | 13秒48 (-1.3) |                |
| 2012 (社1) | 第96回  | 大阪市   | 100mH   | 4位  | 13秒57 (-0.7) |                |
| 2013 (社2) | 第97回  | 調布市   | 100mH   | 3位  | 13秒27 (-0.6) | 自己ベストタイ |
| 2013 (社2) | 第97回  | 横浜市   | 4x100mR | 予選 | 46秒60 (1走)  |                |
| 2014 (社3) | 第98回  | 福島市   | 100mH   | 2位  | 13秒46 (+1.6) |                |
| 2015 (社4) | 第99回  | 新潟市   | 100mH   | 7位  | 13秒67 (-0.2) |                |
| 2016 (社5) | 第100回 | 名古屋市 | 100mH   | 予選 | 13秒89 (+0.4) |                |

### その他
| 年         | 大会                     | 場所                   | 種目    | 結果   | 記録            | 備考                              |
| ---------- | ------------------------ | ---------------------- | ------- | ------ | --------------- | --------------------------------- |
| 2005 (高1) | インターハイ             | 千葉市                 | 100mH   | 予選   | 15秒66          |                                   |
| 2005 (高1) | 国民体育大会             | 岡山市                 | 100mYH  | 準決勝 | 14秒73 (+1.6)   |                                   |
| 2006 (高2) | 日本ジュニア選手権       | 出雲市                 | 100mH   | 予選   | 14秒55 (-2.3)   |                                   |
| 2006 (高2) | インターハイ             | 大阪市                 | 100mH   | 4位    | 14秒20 (-1.7)   | 準決勝14秒13 (0.0)：自己ベスト    |
| 2006 (高2) | インターハイ             | 大阪市                 | 4x100mR | 予選   | 49秒27 (2走)    |                                   |
| 2007 (高3) | インターハイ             | 佐賀市                 | 100mH   | 準決勝 | 14秒60 (-0.2)   |                                   |
| 2007 (高3) | インターハイ             | 佐賀市                 | 4x100mR | 予選   | 50秒38 (4走)    |                                   |
| 2007 (高3) | 日本ジュニア選手権       | 大分市                 | 100mH   | 5位    | 14秒37 (0.0)    |                                   |
| 2008 (大1) | 関西インカレ             | 京都市                 | 100mH   | 8位    | 14秒61 (+1.9)   |                                   |
| 2008 (大1) | 関西インカレ             | 京都市                 | 4x100mR | 予選   | 48秒73 (2走)    |                                   |
| 2009 (大2) | 関西インカレ             | 京都市                 | 100mH   | 優勝   | 13秒95 (+1.3)   | 自己ベスト                        |
| 2009 (大2) | 西日本インカレ           | 丸亀市                 | 100mH   | 3位    | 14秒12 (+0.7)   |                                   |
| 2009 (大2) | 西日本インカレ           | 丸亀市                 | 4x100mR | 予選   | 49秒92 (2走)    |                                   |
| 2009 (大2) | 日本インカレ             | 東京都                 | 100mH   | 準決勝 | 14秒26 (+0.5)   |                                   |
| 2009 (大2) | 国民体育大会             | 新潟市                 | 100mH   | 8位    | 14秒19 (-0.1)   |                                   |
| 2009 (大2) | 国民体育大会             | 新潟市                 | 4x100mR | 予選   | 48秒66 (2走)    |                                   |
| 2010 (大3) | 関西インカレ             | 大阪市 京都市          | 200m    | 準決勝 | 25秒43 (-0.3)   |                                   |
| 2010 (大3) | 関西インカレ             | 大阪市 京都市          | 100mH   | 優勝   | 13秒57 (+1.0)   | 関西学生記録 大会記録             |
| 2010 (大3) | 関西インカレ             | 大阪市 京都市          | 4x100mR | 5位    | 48秒01 (4走)    |                                   |
| 2010 (大3) | トワイライト・ゲームス   | 東京都                 | 100mH   | 3位    | 13秒86 (+0.3)   |                                   |
| 2010 (大3) | 日本インカレ             | 東京都                 | 100mH   | 2位    | 13秒50 (+1.8)   | 関西学生記録                      |
| 2010 (大3) | スーパー陸上             | 川崎市                 | 100mH   | 4位    | 13秒59 (-0.7)   |                                   |
| 2010 (大3) | 国民体育大会             | 千葉市                 | 100mH   | 5位    | 13秒54 (+0.5)   |                                   |
| 2010 (大3) | 実業団・学生対抗         | 小田原市               | 100mH   | 3位    | 13秒67 (-0.4)   |                                   |
| 2011 (大4) | 織田記念国際             | 広島市                 | 100mH   | 2位    | 13秒33 (+0.1)   | 予選13秒30 (+1.7)：西日本学生記録 |
| 2011 (大4) | 関西インカレ             | 大阪市                 | 200m    | 3位    | 24秒93 (+0.2)   |                                   |
| 2011 (大4) | 関西インカレ             | 大阪市                 | 100mH   | 優勝   | 13秒27 (+0.4)   | 西日本学生記録                    |
| 2011 (大4) | 関西インカレ             | 大阪市                 | 4x100mR | 9位    | 51秒06 (2走)    |                                   |
| 2011 (大4) | 関西インカレ             | 大阪市                 | 4x400mR | 3位    | 3分46秒07 (2走) |                                   |
| 2011 (大4) | 日本学生個人選手権       | 平塚市                 | 100mH   | 決勝   | DNS             | 準決勝3組1着：13秒81 (+1.1)       |
| 2011 (大4) | 西日本インカレ           | 岐阜市                 | 100mH   | 優勝   | 13秒51 (-1.3)   | 大会記録                          |
| 2011 (大4) | 西日本インカレ           | 岐阜市                 | 4x100mR | 8位    | 49秒19 (2走)    |                                   |
| 2011 (大4) | 日本インカレ             | 熊本市                 | 100mH   | 優勝   | 13秒52 (-0.6)   | 初の全国優勝                      |
| 2011 (大4) | 日本インカレ             | 熊本市                 | 4x100mR | 予選   | 47秒93 (4走)    |                                   |
| 2011 (大4) | 日本インカレ             | 熊本市                 | 4x400mR | 予選   | 3分49秒89 (2走) |                                   |
| 2011 (大4) | 国民体育大会             | 山口市                 | 100mH   | 4位    | 13秒54 (+0.4)   |                                   |
| 2012 (社1) | 織田記念国際             | 広島市                 | 100mH   | 5位    | 13秒48 (+1.7)   |                                   |
| 2012 (社1) | ゴールデングランプリ川崎 | 川崎市                 | 100mH   | 6位    | 13秒62 (+0.3)   |                                   |
| 2012 (社1) | 関西実業団選手権         | 尼崎市                 | 200m    | 4位    | 25秒59 (-1.0)   |                                   |
| 2012 (社1) | 関西実業団選手権         | 尼崎市                 | 100mH   | 優勝   | 13秒87 (+0.7)   |                                   |
| 2012 (社1) | 関西実業団選手権         | 尼崎市                 | 4x400mR | 優勝   | 4分00秒18 (2走) |                                   |
| 2012 (社1) | 布勢スプリント           | 鳥取市                 | 100m    | 7位    | 12秒48 (0.0)    |                                   |
| 2012 (社1) | 布勢スプリント           | 鳥取市                 | 100mH   | 優勝   | 13秒39 (+1.3)   |                                   |
| 2012 (社1) | 全日本実業団選手権       | 福岡市                 | 100mH   | 優勝   | 13秒51 (-1.7)   |                                   |
| 2012 (社1) | 実業団・学生対抗         | 小田原市               | 100mH   | 優勝   | 13秒51 (+0.3)   |                                   |
| 2013 (社2) | 関西実業団選手権         | 尼崎市                 | 100mH   | 優勝   | 13秒85 (-0.2)   |                                   |
| 2013 (社2) | 関西実業団選手権         | 尼崎市                 | 400mH   | 2位    | 59秒76          | 自己ベスト                        |
| 2013 (社2) | 関西実業団選手権         | 尼崎市                 | 4x100mR | 優勝   | 46秒95 (3走)    | 大会記録                          |
| 2013 (社2) | 関西実業団選手権         | 尼崎市                 | 4x400mR | 優勝   | 3分55秒21 (4走) | 大会記録                          |
| 2013 (社2) | 布勢スプリント           | 鳥取市                 | 100m    | 決勝   | 12秒45 (+1.6)   |                                   |
| 2013 (社2) | 布勢スプリント           | 鳥取市                 | 100mH   | 優勝   | 13秒74 (+1.1)   |                                   |
| 2013 (社2) | 全日本実業団選手権       | 熊谷市                 | 100mH   | 優勝   | 13秒56 (0.0)    | 2連覇                             |
| 2013 (社2) | 全日本実業団選手権       | 熊谷市                 | 4x100mR | 2位    | 46秒43 (1走)    |                                   |
| 2014 (社3) | 織田記念国際             | 広島市                 | 100mH   | 4位    | 13秒66 (+0.7)   |                                   |
| 2014 (社3) | ゴールデングランプリ東京 | 東京都                 | 100mH   | 7位    | 13秒51 (+1.9)   |                                   |
| 2014 (社3) | 布勢スプリント           | 鳥取市                 | 100m    | 予選   | 12秒56 (+1.2)   |                                   |
| 2014 (社3) | 布勢スプリント           | 鳥取市                 | 100mH   | 2位    | 13秒64 (+0.5)   |                                   |
| 2014 (社3) | 実業団・学生対抗         | 小田原市               | 100mH   | 優勝   | 13秒48 (+2.0)   |                                   |
| 2014 (社3) | 全日本実業団選手権       | 山口市                 | 100mH   | 優勝   | 13秒53 (-0.3)   | 3連覇                             |
| 2014 (社3) | 国民体育大会             | 諫早市                 | 100mH   | 優勝   | 13秒52 (-1.8)   |                                   |
| 2014 (社3) | 国民体育大会             | 諫早市                 | 4x100mR | 予選   | 48秒40 (2走)    |                                   |
| 2015 (社4) | 静岡国際                 | 袋井市                 | 100mH   | 5位    | 13秒52 (+0.2)   |                                   |
| 2015 (社4) | ゴールデングランプリ川崎 | 川崎市                 | 100mH   | 8位    | 13秒59 (+0.9)   |                                   |
| 2015 (社4) | ナイトオブアスレチックス | ヒュースデン＝ゾルダー | 100mH   | 8位    | 13秒83 (+1.4)   |                                   |
| 2015 (社4) | 全日本実業団選手権       | 岐阜市                 | 100mH   | 2位    | 13秒41 (+1.7)   |                                   |
| 2015 (社4) | 全日本実業団選手権       | 岐阜市                 | 4x100mR | 3位    | 46秒51 (1走)    |                                   |
| 2015 (社4) | 国民体育大会             | 和歌山市               | 100mH   | 優勝   | 13秒34 (+2.0)   | 2連覇                             |
| 2015 (社4) | 国民体育大会             | 和歌山市               | 4x100mR | 予選   | 48秒60 (4走)    |                                   |
| 2015 (社4) | 布勢スプリント           | 鳥取市                 | 100mH   | 2位    | 13秒61 (+1.0)   |                                   |
| 2016 (社5) | 関西実業団選手権         | 大阪市                 | 100mH   | 2位    | 14秒13 (+0.2)   |                                   |
| 2016 (社5) | 関西実業団選手権         | 大阪市                 | 4x100mR | 優勝   | 47秒36 (4走)    |                                   |
| 2017 (社6) | 全日本実業団選手権       | 大阪市                 | 100mH   | 予選   | 14秒28 (+0.5)   |                                   |
| 2017 (社6) | 国民体育大会             | 松山市                 | 100mH   | 予選   | 14秒55 (-0.1)   |                                   |

## 参考資料
- 伊藤愛里（住友電工陸上競技部／愛媛県松山市出身）第１回「“自問自答”する笑顔のハードラー」 - スポーツコミュニケーションズ
- 伊藤愛里（住友電工陸上競技部／愛媛県松山市出身）第２回「“花より団子”でスタートした競技人生」 - スポーツコミュニケーションズ
- 伊藤愛里（住友電工陸上競技部／愛媛県松山市出身）第３回「駆け出した日本一への道」 - スポーツコミュニケーションズ
- 伊藤愛里（住友電工陸上競技部／愛媛県松山市出身）最終回「真価が問われる進化のプロセス」 - スポーツコミュニケーションズ